# Siderasis
Siderasis, siderazis (Siderasis Raf.) – rodzaj roślin z rodziny komelinowatych. Obejmuje sześć gatunków występujących endemicznie w lasach atlantyckich we wschodniej Brazylii. Rośliny z tego rodzaju występują w pozostałościach częściowo zimozielonych lasów związanych z twardzielcami, obecnych w Corredor Central da Mata Atlântica, na wysokości od 90 do 1350 m n.p.m. Rodzaj składa się wyłącznie z gatunków mikroendemicznych, występujących w bardzo małych i rozdrobnionych subpopulacjach.
Pochodzenie nazwy naukowej rodzaju nie zostało wyjaśnione przez autora. Prawdopodobnie wywodzi się od starogreckiego σίδη (sidi), oznaczającego owoce granatowca. Według niektórych autorów nazwa rodzaju nawiązuje do osobliwych czerwonych do jaskrawoczerwonych włosków, które pokrywają prawie całą roślinę, ale zwłaszcza liście, u gatunku S. fuscata (wszystkie pozostałe gatunki posiadają blaszki liściowe pokryte włoskami szklistymi do jasnobrązowych, rzadko rdzawymi).

## Morfologia

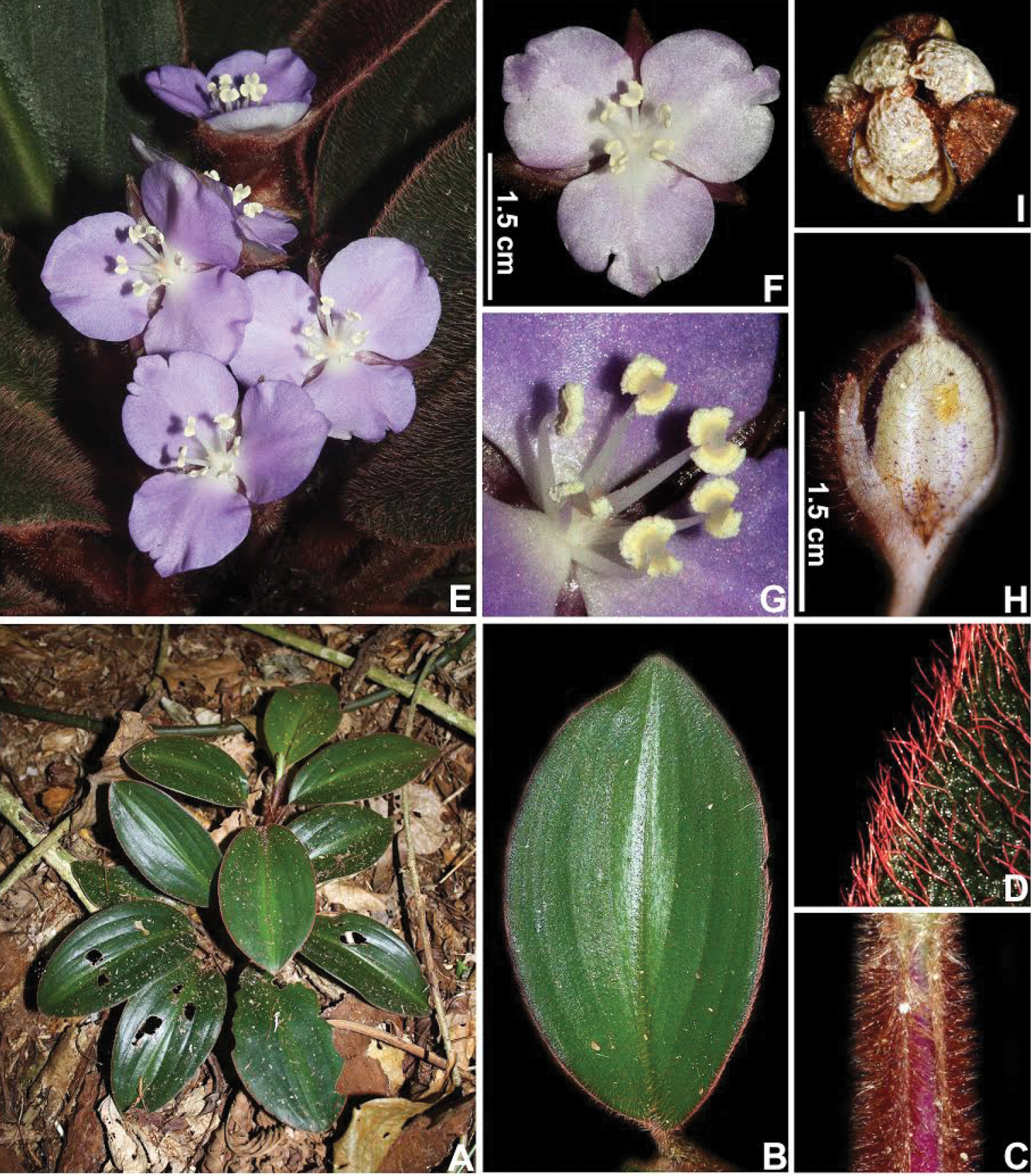
Siderasis fuscata

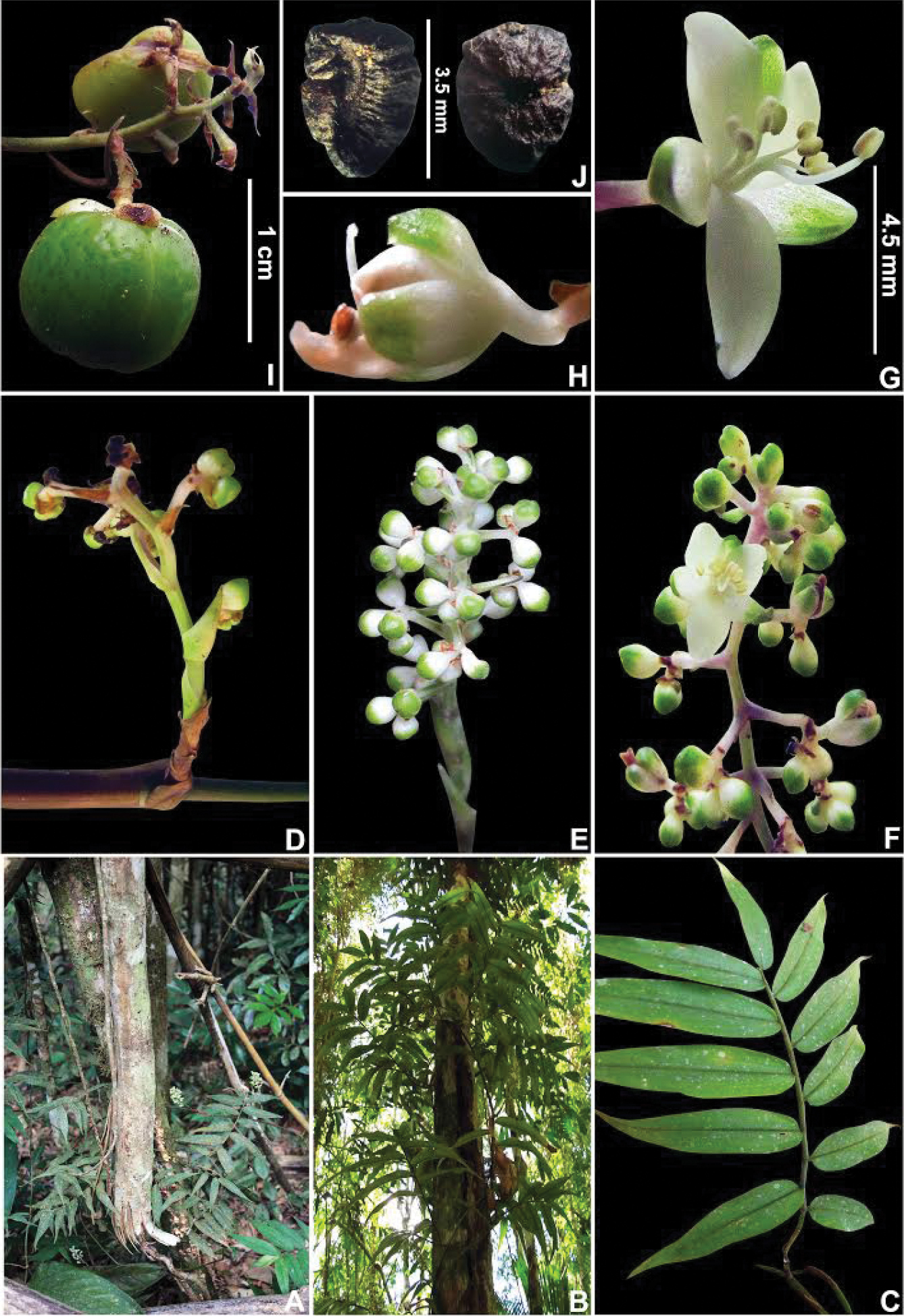
Siderasis zorzanellii

PokrójWieloletnie rośliny zielne lub pnącza. Geofity lub litofity.
KorzenieCienkie, włókniste, czasami tworzące na końcach małe, wrzecionowate do podłużnych bulwy.
PędyKłącze obecne lub nie; jeśli obecne, to krótkie, zwykle podziemne, rzadko podściółkowe. Pędy podziemne obecne lub nie; jeśli obecne to zakopane głęboko w glebie, nierozgałęzione, powstające bezpośrednio z krótkiego kłącza, o międzywęźlach umiarkowanie wydłużonych do wydłużonych. Pędy nadziemne wydłużone lub krótkie do niepozornych, gęsto rozgałęzione lub nierozgałęzione; międzywęźla niepozorne do słabo wydłużonych lub wydłużone; wiciowate ramety obecne lub nie; jeśli występują, powstają po przekwitnięciu rośliny, tworząc wierzchołkowo nową rozetę liści.
LiścieZebrane skrętolegle na wierzchołku pędów w rozetę lub – u gatunków pnących – równomiernie, dwuszeregowo rozmieszczone wzdłuż pędów drugiego rzędu. Siedzące do ogonkowych, tworzące u nasady pochwę liściową. Blaszki błoniaste do papierzastych lub mięsiste, o brzegach lekko wygiętych lub płaskich oraz zakrzywionych lub prostych wierzchołkach.
KwiatyWyrastają w szypułowych dwurzędkach, pojedynczych lub zebranych do kilku (u S. spectabilis i S. zorzanellii) w tyrs, wyrastający pojedynczo lub nawet do siedmiu tworzących kwiatostan złożony, wierzchołkowo lub niemal wierzchołkowo na pędzie, rzadko z pachwin liści. Podsadka tyrsu siedząca, obejmująca łodygę lub tworząca pochwę. Podsadki dwurzędek siedzące lub obejmujące łodygę. Przysadki obecne lub nie. Kwiaty obupłciowe lub męskie, szypułkowe lub siedzące. Okwiat promienisty lub grzbiecisty, sześciolistkowy. Trzy listki zewnętrznego okółka różnej wielkości, wolne, błoniaste lub mięsiste, trwałe, najwyżej położony zewnętrzny listek jest szerszy od pozostałych i niekiedy również krótszy. Trzy listki wewnętrznego okółka nietrwałe, wolne, całobrzegie lub nieregularnie poszarpane, nagie, rzadko orzęsione, najniżej położony zwykle szerszy lub dłuższy od pozostałych, doosiowo fioletowe do winnych lub białe (S. zorzanellii). Sześć pręcików równych lub nierównych, prostych lub skrzywionych do góry, o nitkach wolnych, nagich, prostych lub zygzakowatych, główkach dołączonych grzbietowo, pylnikach niemal półokrągłych, rozbieżnych i łącznikach kwadratowych do prostokątnych. Pyłek biały. Zalążnia siedząca, kulista do szeroko podługowatej lub elipsoidalnej na przekroju, trójgraniasta, gęsto pokryta sztywnymi, wełnistymi lub aksamitnymi włoskami, trójkomorowa, z 3–6 zalążkami w każdej komorze. Szyjka słupka prosta lub wygięta do góry. Znamię słupka obrączkowato ścięte lub główkowate, brzegowo brodawkowate, z widocznym kanałem.
OwocePękające komorowo, grubościenne, kulistawe do szeroko elipsoidalnych lub podługowatych torebki. Nasiona odwrotnie stożkowate do elipsoidalnych, spłaszczone grzbietobrzusznie, z kremową do szklistej osnówką.

## Genetyka
Liczba chromosomów 2n wynosi 38.

## Systematyka
Pozycja systematycznaRodzaj z podplemienia Dichorisandrinae w plemieniu Tradescantieae podrodziny Commelinoideae w rodzinie komelinowatych (Commelinaceae). Siderasis jest siostrzany dla rodzaju dwugłówka.
Wykaz gatunków
- Siderasis albofasciata M.Pell.
- Siderasis almeidae M.Pell. & Faden
- Siderasis fuscata (Lodd.) H.E.Moore – siderasis brązowa[5], siderazis ciemny[6]
- Siderasis medusoides M.Pell. & Faden
- Siderasis spectabilis M.Pell. & Faden
- Siderasis zorzanellii M.Pell. & Faden

## Znaczenie użytkowe
Rośliny z gatunku Siderasis fuscata uprawiane są jako rośliny doniczkowe. 